# أحمد إدريس (عسكري)
أحمد محمد أحمد إدريس (1935 - 21 سبتمبر 2021)، والشهير بالصول (لقب عسكري)، هو مقاتل مصري من مواليد توماس وعافية بالنوبة في جنوب مصر ينسب إليه فكرة استخدام اللغة النوبية كشيفرة في حرب أكتوبر 1973.

## مولده وحياته
في عام 1935، ولد أحمد محمد إدريس في قرية توماس وعافية التابعة لأسوان جنوب مصر، حصل على الشهادة الابتدائية الأزهرية في عام 1952. عاش مع أخيه الأكبر حتى حصوله على شهادته الابتدائية، الذي كان مقيماً في حي حدائق القبة بالقاهرة.
تطوع أحمد إدريس بالقوات المسلحة عام 1954م، وحضر حرب العدوان الثلاثي على مصر، ثم ظل في صحراء سيناء منذ عام 1957 حتى حرب اليمن، وبعدها شارك في حرب 1967، وكان له الفضل في فكرة استخدام اللغة النوبية كشفرة في انتصار حرب أكتوبر 1973.
خرج من الخدمة العسكرية في عام 1994 م.

## قصة الشفرة النوبية
في أثناء خدمته في حرس الحدود في عام 1971م علم بانزعاج الرئيس السادات من تمكن العدو في الكثير من الأحيان من فك شفرة العمليات للجيش وعندما عاد قائد الكتيبة التي يخدم أدريس فيها، لاحظ وجود علامات الحيرة على القائد والضباط قام بالضحك وقال لهم: «نرطن بالنوبي» لأن اللغة النوبية تنطق ولا تكتب بالحروف العربية، فقاموا بإبلاغ قائد الجيش والذي تسائل عن عدد من حضر الحوار وكانوا خمسة فقط وعلم أنهم لم يسمعه أحد غيرهم فتم تقييد الصول بالأغلال الحديدية كنوع من التمويه والخداع ونقله في سرية إلى جهة غير معلومة ليجد نفسه في مقابلة السادات والذي طمأنه 
وتم نقله إلى مقر القيادة في سرية مع توفير عناصر نوبية في صحراء سيناء للتواصل مع إدريس حتى يوم 5 أكتوبر 1973م حيث تم انساحبهم لبداية المعركة في اليوم التالي.

## تكريمه
كُرَّم في عام 2017م من السلطات المصرية  بوسام النجمة الذهبية وفي عام 2019 وفي لقاء متلفز تحدث عن سر الشفرة والتي خباها 40 عام حتى عن أولاده إلى أن سمح له بالتحدث عنها  وتم إصدار فيلم تسجيلي عن الخدعة وسُمّي «الشفرة» 

## وفاته
في 21 سبتمبر من عام 2021 أعلنت أسرته بالصحف المصرية عن وفاته وتم دفنه بمقابر الأسرة بمنطقة كينج مريوط بالإسكندرية